# Cicle geològic

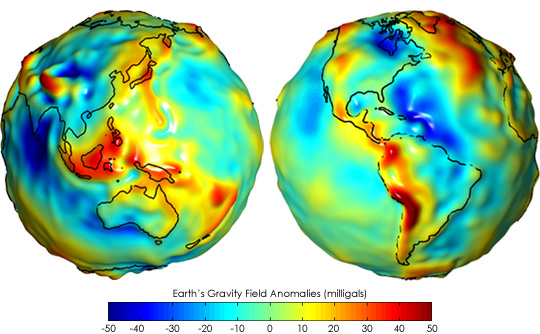
Anomalies produïdes per la gravetat a l'escorça terrestre. (les corbes de la superfície en relació amb el diàmetre de la Terra han estat expressament exagerades per a la visualització) Observatori de la Terra, NASA

El cicle geològic (geologia) és el cicle constant de creació i destrucció dels materials de la Terra (processos geològics). Comprèn altres cicles o subcicles, com el cicle geodinàmic intern, el cicle geodinàmic extern i el cicle biogeoquímic.

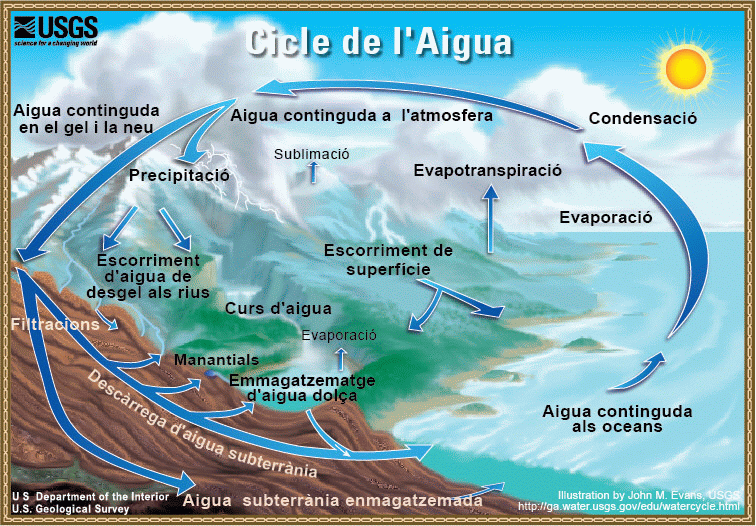
El cicle hidròlògic o cicle de l'aigua (atmosfera-hidrosfera), desencadenant dels principals processos geodinàmics externs

Lava fluint a l'oceà. Parc Nacional dels Volcans, Hawaii. Les erupcions volcàniques mostren l'energia interna de la Terra i els processos geodinàmics interns

El cicle de les roques es veu afectat per diverses dinàmiques geològiques complementàries. Un exemple d'això és la influència dels fenòmens tectònics, que exerceixen pressió i incrementen la temperatura sobre les roques, induint la recristal·lització dels minerals presents. Aquest procés pot provocar la transformació d'una roca d'un tipus a un altre, modificant gradualment la seva composició i aparença.
El concepte de "cicle geològic" s'aplica per explicar la interrelació entre els diversos subcicles que el componen: el subcicle tectònic, que implica els moviments de les plaques terrestres; el subcicle hidrològic, relacionat amb el flux i reflux de l'aigua; el subcicle de les roques, que inclou la formació i alteració de les mateixes; i el cicle biogeoquímic, que engloba els processos biològics i químics que influeixen en la circulació dels elements en el sistema de la Terra.
El cicle geològic inclou els processos geològics que actuen simultània i contínuament des que es va formar el planeta (4.404 milions d'anys). El cicle geològic fa referència a la transformació repetida de material geològic (roques i minerals) a causa de diversos processos. Aquests processos poden ser físics (activitats tectòniques), processos químics (meteorització química), processos biològics (interacció amb organismes) o diverses combinacions d'interaccions d'aquests processos.
El cicle geològic comprèn la meteorització de les roques, l'erosió, el transport i la deposició de productes meteoritzats que finalment acaben als oceans com a sediments, i després són litiﬁcats i elevats a la superfície de la terra per activitats tectòniques o volcàniques. Aquest cicle es produeix a l'escala de temps geològica. El cicle és alimentat per l'energia solar i la calor interna de la Terra i també influït per la força de la gravetat. El sistema endogènic (processos interns) està treballant i construint formes del relleu mentre que el sistema exogènic (processos externs) les desgasta constantment. Aquest gran cicle es compon de tres cicles principals:
- Tectònic: El cicle tectònic aporta energia tèrmica i nous materials a la superfície i recicla els materials, creant moviment i deformació de l'escorça.
- Hidrològic: El cicle hidrològic processa (en una escala de temps) els materials amb les accions físiques i químiques de l'aigua, el gel i el vent.
- El cicle de les roques (roca-sòl) produeix tres tipus bàsics de roques que es troben a l'escorça: ígnies, metamòrfiques i sedimentàries, inclòs el cicle del sòl relacionat a mesura que les roques s'introdueixen en els sòls i els sòls tornen a esdevenir roques durant l'escala de temps geològica.

## Història del concepte
El concepte "cicle" ha estat essencial en l'explicació i observació de la natura durant milers d'anys. Actualment, la percepció d'un cicle influeix en la visió de la Terra de la majoria de les societats modernes i en les diverses àrees de la ciència.
- Al final del s. XIX, Geikie (1884)[7] escrivia: “Una vegada i una altra ens enfrontem amb proves que, d'una manera o una altra, la terra i el mar sovint han canviat de lloc. Ens trobem antics fons marins als cims de les muntanyes, i vells boscos enterrats en forma de vetes de carbó a les entranyes de la terra”.
- Chamberlin (1928),[8] no dubtava de la naturalesa cíclica de la història natural i afirmava: “El registre geològic és rítmic, amb cicles que segueixen altres cicles... La història s'ha repetit de manera notable”.
- Solé Sabarís (1938),[9] sostenia que els canvis als quals està subjecta la terra “no es verifiquen a l'atzar ni de manera casual; obeeixen al ritme imposat per unes lleis permanents, com a permanent és la causa eficient que les determina”. En aquest sentit considerava el cicle dels fenòmens geològics com el principal i fonamental de la geologia, pel qual “els respectius grups de fenòmens que originen les forces creadores i les destructores, se succeeixen amb ordre i ritme inalterables" Els cicles se succeeixen d'una manera incessant, i sempre amb els mateixos trets essencials".
- Cloos (1947)[10]en el seu Diàleg amb la Terra, expressava l'adhesió a l'esperit huttonià: “i dels seus mars (la mare Terra) ha fet elevar-se els continents i apilar-se les muntanyes, per després llançar-los novament als abismes”.
- A la segona meitat del segle xx, Birot (1958)[11] inferia que la gènesi de les formes estructurals podia agrupar-se en tres tipus d'evolució cíclica (bicíclica, monocíclica i acíclica), mentre que Termier, H. i Termier, G. (1958)[12] proposaven l'existència d'un "Pantocicle" (col·lecció de cicles).
- Respecte del cicle orogènic, per a Brinkmann (1961)[13] era possible un ordenament dels esdeveniments geològics d'acord amb divisions naturals, ja observaba una "successió regular de fenòmens”. Holmes (1965)[14] abonava el concepte de cicle de Morris Davis (1899;1904), afirmant que era "el més fecund que s'hagi donat en la geomorfologia”.
- King i Shcumm (1980),[15] consideraven que el cicle geomorfològic controlava la morfogènesi i es relacionava amb els tipus climàtics. Siever (1983)[16] va introduir un aspecte interessant dins l'evolució del planeta afirmant: “hi ha geòlegs especialitzats en buscar l'evidència que la història de la Terra no és simplement una successió aleatòria de fenòmens, sinó la representació a llarg termini dels cicles duna màquina imponent".[17]

## Discussió acadèmica
Hi ha geòlegs que infereixen que els cicles geològics s'han de circumscriure estretament als canvis geològics importants que ha sofert la Terra. Per això tenen en compte els cicles geològics orogènics: Precambrià (-4,6 Mdy a -541 My) Paleozoic (-541 a -251 Ma) Mesozoic (-251 a -66) Cenozoic (-66 a -2,5 Ma-Quaternari (-2,5 fins a l'actualitat).
Altres geòlegs vinculen els cicles directament a les orogènies i els processos resultants. Nikolai Filippovich Balukhovsky va destacar tres grans cicles: caledònià, hercinià i alpí. Cada cicle es caracteritza per la fase d'emersió, tres fases de transgressió, la fase de diferenciació i la fase de regressió.
També existeixen geòlegs que distingeixen entre l'anàlisi específic de les formacions rocoses i la disciplina més àmplia de la geologia. Aquests investigadors argumenten que l'estudi detallat de les roques constitueix la petrologia, una branca que s'inclou dins del marc global de la geologia, juntament amb altres disciplines com la vulcanologia, la sedimentologia, la sismologia, la glaciologia i altres especialitzacions científiques.

## Diferenciació
Article principal: Geomorfologia
Cal diferenciar el cicle geològic del cicle geomòrfic, també anomenat cicle geogràfic i cicle de l'erosió, relacionat amb la teoria de l'evolució de les formes del relleu. En aquesta teoria, exposada per primera vegada per William M. Davis entre 1884 i 1934, es va suposar que les formes del relleu canviaven amb el temps des de la "joventut" cap a la "maduresa" i a la "vellesa", i que cada etapa tenia característiques específiques.